# Manuel Lesteiro López
Manuel Lesteiro López (Pontevedra, 27 de noviembre de 1907 – 16 de noviembre de 1999) fue un lingüista, estenógrafo, intelectual galleguista y profesor catedrático de Taquigrafía, inventor de la taquideografía, el sistema más veloz de escritura conocido.

## Biografía

### Formación académica
Recibió una educación bilingüe en inglés y francés desde la infancia en el Colegio Políglota de los Hermanos Maristas de Pontevedra. En 1920 se inició en el estudio de la taquigrafía como discípulo del calígrafo Luciano Rodríguez Requena según el método martiniano, y en los años siguientes se especializó en el sistema Pitman bajo la tutela del maestro Benjamín T. Rodríguez, graduándose con el título de taquígrafo bilingüe español-inglés por la Escuela Politécnica Nacional de La Habana en 1925.
Obtuvo por oposición nacional la cátedra de profesor de Taquigrafía y Mecanografía, y en un mismo año aprobó las treinta asignaturas del Bachillerato examinándose por libre, al tiempo que preparó y ganó oposiciones al Cuerpo de Administración Civil del Estado con examen de inglés, francés y alemán, quedando adscrito a la Secretaría del Ministerio de Obras Públicas en Madrid.
Al cabo de un año ingresó por oposición en el Magisterio con la mejor calificación de su promoción, y tras completar sus estudios y el año de prácticas se tituló como Maestro Nacional del Grado Profesional. Mientras cursaba Magisterio se licenció en Filosofía y Letras por la Universidad de Santiago de Compostela con especialidad en la Sección de Historia, superando la carrera en apenas tres sesiones de exámenes. Recién licenciado, cursó estudios empresariales y se tituló como Profesor Mercantil por la Escuela Profesional de Comercio de la Universidad de La Coruña, y en 1959 ganó por oposición municipal en Vigo una segunda cátedra de profesor de Taquigrafía y Mecanografía, completando así un total de cuatro titulaciones, cuatro oposiciones y dos cátedras.
Al margen de su formación académica pasó su vida estudiando de manera autodidacta. Profundizó constantemente en su vocación por la lingüística y las matemáticas, cultivó su interés por disciplinas tan diversas como la física, la psicología, la historia, el arte, la astronomía, el derecho o la agronomía, y además de haber aprendido español y gallego como lenguas maternas e inglés, francés, latín y griego en la escuela y en la universidad, estudió por su cuenta alemán, portugués y, con más de ochenta años, italiano.

### Trayectoria profesional
Por recomendación de sus profesores, asombrados por la precocidad con la que destacaba en el cálculo matemático, se hizo cargo de la contabilidad de la sucursal del Banco de Vigo en Pontevedra con apenas catorce años, de 1922 a 1923, para poder progresar más allá de las limitaciones pedagógicas de un plan de estudios que enseguida se le había quedado muy pequeño.
Con el servicio militar recién cumplido, en 1929 puso en marcha y dirigió junto con Xosé Filgueira Valverde la primera oficina del Patronato Nacional de Turismo de Pontevedra. Al año siguiente tomó posesión de su cátedra de profesor de Taquigrafía y Mecanografía, contratado además como adjunto de Historia e Inglés, en el Instituto de Pontevedra, y en 1933 obtuvo el traslado de su plaza de Administración Civil desde la Secretaría del Ministerio a la Jefatura del Ministerio de Obras Públicas.
A los pocos días de estallar la Guerra Civil, la Comandancia Militar de Pontevedra requirió sus servicios para colaborar como estenógrafo en Radio Pontevedra con el cometido de recoger las noticias de Radio Nacional de España para poder difundirlas por onda extracorta a regiones aisladas de la actualidad, en un período marcado por la ausencia de agencias informativas. En marzo de 1937 se dispuso que comenzase a realizar las mismas labores también para el periódico Faro de Vigo, y cuando en noviembre recibió licencia de ambos servicios, al cabo de dos días el Gobierno Militar solicitó su reincorporación inmediata por considerarlo “indispensable en su desempeño”. En 1938 fue movilizado para la incorporación a filas dentro del reemplazo de 1928, destinado como soldado de oficinas a las órdenes del general Bartomeu. Habiendo destacado muy pronto por sus cualificaciones fue nombrado secretario particular del general Dávila, ministro de Defensa Nacional, en el Palacio de Capitanía General de Burgos. En enero de 1939 declinó la propuesta de trasladarse a Madrid y hacer carrera en el Ministerio, y a petición propia recibió en febrero el traslado para ejercer como secretario de causas en el Juzgado Militar de Vigo, nombrado por la Auditoría de Guerra de la Capitanía General de Galicia hasta su licencia definitiva, en mayo de ese mismo año.
Acabada la guerra reanudó su actividad docente y su empleo en la Jefatura de Obras Públicas, en la que habiendo alcanzado el grado de jefe de negociado de primera clase llegó a trazar, calcular y redactar él solo el 90% de los proyectos de convalidación de transportes de toda la provincia en 1950.. En septiembre de 1952 pasó varias semanas trabajando mano a mano en la supervisión de diversos proyectos con el conde de Vallellano, ministro de Obras Públicas, que impresionado por su competencia profesional le propuso personalmente un traslado al Ministerio con el cargo de director general. Al igual que en 1939, sin embargo, prefirió permanecer en Pontevedra.
Durante la década de 1950 fue copropietario del Café Savoy, en el que perpetuó la tradición instaurada por su padre de acoger una de las principales tertulias intelectuales de Pontevedra, y desde 1960 ocupó su segunda cátedra de profesor de Taquigrafía y Mecanografía en la Escuela de Artes y Oficios de Vigo, atendiendo a la apuesta municipal por transformarla en la Universidad Popular de Vigo y consolidarla como uno de los grandes centros de enseñanza de taquigrafía de Galicia.

### Actividad galleguista

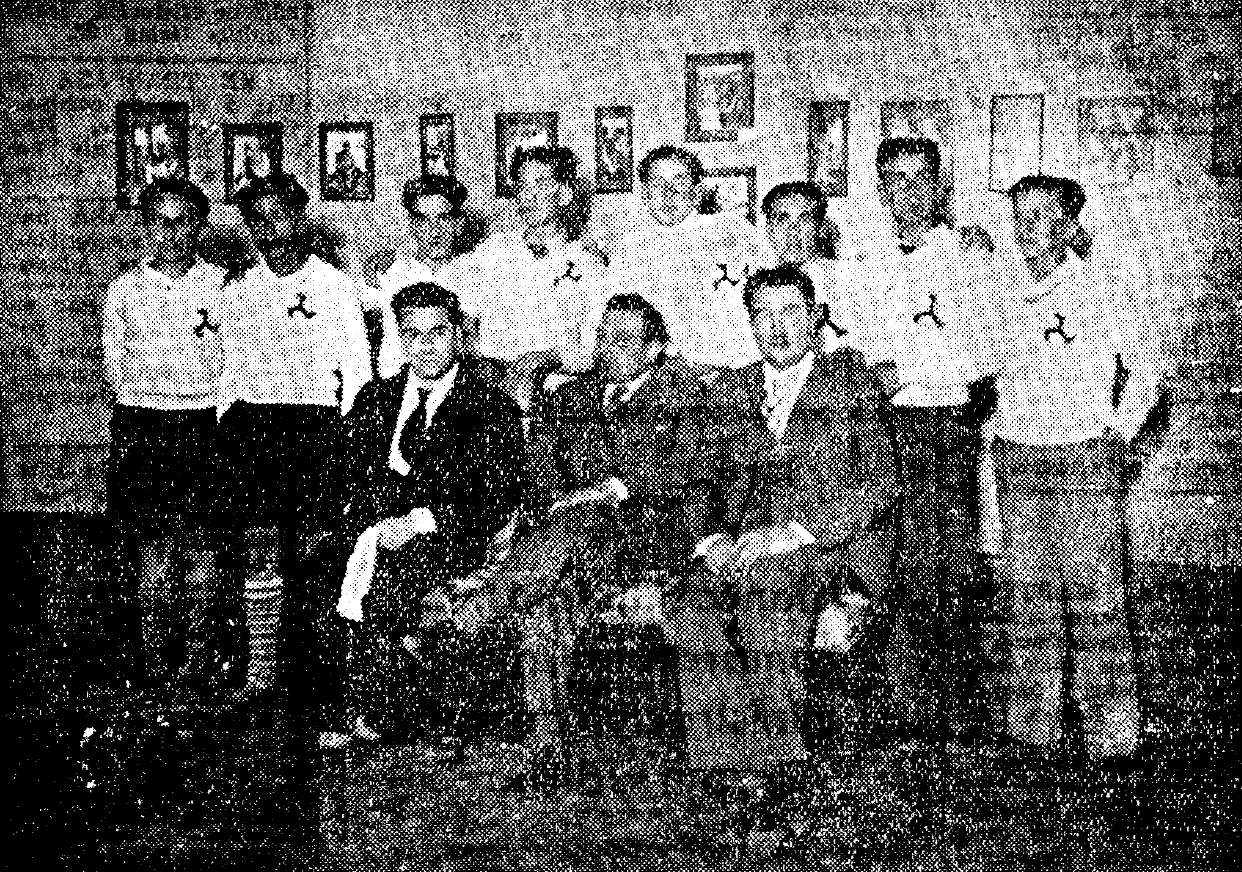
Manuel Lesteiro, Álvaro de las Casas y Filgueira Valverde, con los ultreyas en Pontevedra en 1932.

Perteneció a la generación de intelectuales surgidos alrededor del grupo Nós que desde Pontevedra impulsaron la revitalización del galleguismo a lo largo de la primera mitad de la década de 1930, y llevó a cabo una actividad silenciosa pero constante de cara a la recuperación de una identidad autóctona, fiel a la idiosincrasia del pueblo gallego, con la que forjar una unidad de acción.
Ya durante sus primeros estudios se involucró como socio en las actividades culturales de la Agrupación Artística Gallega de La Habana. En Pontevedra fue miembro fundacional de Labor Gallega, en donde trabó amistad con Castelao y coincidió tanto con amigos suyos personales, como Filgueira Valverde y Claudio Losada, como con amigos de la familia, como Álvarez Limeses o Darío Caramés, todos unidos por una misma causa galleguista. En 1931 se afilió al Partido Galeguista también desde su fundación, con el carné de socio número 29, posicionándose desde el primer momento en la corriente de galleguismo ideológico y cultural, carente de signo político.
Desde marzo de 1932 compartió con Filgueira Valverde la dirección de Ultreya en Pontevedra, encargándose de la organización de las xeiras o excursiones culturales que, encabezadas por hombres de ciencias y letras, servían para promover en gallego el conocimiento de la geografía, el folclore y la historia de Galicia entre los jóvenes. En 1934 pasó a formar parte de la recién constituida Federación de Estudantes Galegos, órgano de la Federación de Mocedades Galeguistas, al ser designado como uno de los seis Directores de Secciones Escolares para toda Galicia, con la responsabilidad de impartir conferencias en los principales centros de cultura para concienciar acerca del uso del gallego a nivel académico.
Colaboró además como accionista del Seminario de Estudos Galegos en la publicación del Codex Calixtinus, y fue uno de los quince primeros titulados con el Certificado de Estudos Galegos de los 119 alumnos que participaron en la edición inaugural del Curso de Estudos Galegos en agosto de 1935.
En los ensayos que publicó en la revista Nós puso de manifiesto su teoría acerca de las correspondencias entre espíritu, idea y palabra, las relaciones entre hombre, pueblo y paisaje, y la importancia del concepto de fondo ancestral, en una reivindicación de la responsabilidad histórica de conservar y revitalizar la lengua gallega como única forma de expresión posible de su identidad cultural. Concibió la personalidad gallega como céltica y atlántica, proclive al individualismo fruto de la diseminación y el aislamiento consustanciales al relieve, y entendió que la unidad de acción del pueblo gallego, que nunca había existido como tal hasta el momento, debía por tanto basarse en una comunión superior al simple contacto de las concentraciones urbanas, recurriendo a la lengua y a la cultura como manifestaciones de un credo común.

“Eu maxino a Galicia coma un rexo carballo druídico desmochado, no que estérilmente trátase de inxertar as grotescas paletas do nopal iberoafricano. O carballo conserva a súa baruda vitalidade, o pobo; compre aos bós e xenerosos procurarlle unha magna frolación!”
“Yo imagino a Galicia como un recio roble druídico desmochado, en el que estérilmente se trata de injertar las grotescas paletas del nopal iberoafricano. El roble conserva su vigorosa vitalidad, el pueblo; ¡corresponde a los buenos y generosos procurarle una magna floración!”
Manuel Lesteiro, “Paisaxe i-esprito”, Revista Nós, nº 90

### Taquideografía

Monograma de Manuel Lesteiro, que representa sus iniciales en alfabeto latino y contiene todos los signos de la taquideografía.

Imbuido del espíritu de síntesis de la taquigrafía desde los doce años, persiguió durante su juventud la idea de simplificar la escritura reduciéndola a lo esencial, aligerándola de todas las características que no fuesen absolutamente indispensables, y combinando en lo posible la rapidez y una absoluta legibilidad frente a las dificultades de interpretación que suele plantear un texto estenográfico para otro taquígrafo distinto a su autor.
Hacia 1928 vislumbró por primera vez la posibilidad de representar las ideas más usuales del lenguaje prescindiendo casi por completo de su forma externa para amoldarse a las diferentes expresiones que pueden integrar, constituyendo una escritura de notación taquigráfica en la que habría que leer ideas en lugar de letras. Trabajando sobre este concepto, dio forma inicial a su teoría e invirtió más de dos décadas en perfilarlo a partir de concienzudos estudios lingüísticos, históricos y anatómicos, del análisis gramatical de lenguas de distintas familias y el contraste con otros sistemas de escritura, y de su propia experiencia profesional y docente. Especial importancia tuvieron para sus conclusiones los trabajos de Gladys Lowe Anderson, Wilhelm Wundt, Alan Gardiner y Eduardo Benot, que no sólo le ayudaron a pulir detalles de su método, sino también a convencerse cada vez más de lo acertado y práctico de su primer impulso intuitivo, en virtud de su sencillez esencial y de su adaptación psicofísica.
Desarrolló a este fin con la taquideografía un sistema de escritura estenográfica fonética-ideológica de gran versatilidad, que emplea nueve signos rectos y once curvos agrupados por afinidad fonética en parejas que se distinguen entre sí por el grosor de su trazo y facilitan la supresión vocálica a partir de su situación con respecto al renglón, y los dota de tres niveles posibles de interpretación contextual: como fonogramas o signos fonéticos representativos de sonidos, como logogramas o signos léxicos representativos de palabras, y como ideogramas o signos conceptuales representativos de ideas básicas empleadas en su mayor grado de generalidad en el lenguaje, que a su vez pueden desempeñar las funciones de verbo, sustantivo, y adjetivo o adverbio.
Al multiplicar de esta manera el campo de acción de cada signo, obtuvo un sistema capaz de representar con suma sencillez por medio de un breve repertorio de rasgos todo el caudal del lenguaje que para la escritura china o la japonesa requiere el aprendizaje de miles de intrincados ideogramas. Aportó además las ventajas añadidas de facilitar la retentiva visual, por permitir una lectura focal adecuada al circuito óptico y obligar a una lectura interpretativa, y de poder escribir de forma natural y con total claridad a una velocidad media de 160 palabras por minuto, umbral que con otras formas de taquigrafía había sido hasta entonces motivo de admiración y premios en concursos.
Con este sistema en mente, en 1945 dio forma a una versión aún provisional de su teoría en Metataquigrafía, manual autodidáctico de un conciso desarrollo metodológico que a grandes rasgos sentaba las bases de un método cercano ya en esencia y principios a su forma definitiva, pero al que todavía le quedaba margen de síntesis.
En 1952 publicó el ensayo Teoría de la escritura a modo de contextualización razonada de la génesis de la taquideografía, haciendo un repaso de la historia y evolución de la escritura con reflexiones acerca de las características de los diferentes sistemas de representación de la palabra, desde las pinturas rupestres, los jeroglíficos egipcios y los ideogramas chinos hasta la escritura merovingia, la notación tironiana y los primeros intentos de taquigrafía alentados por el auge del parlamentarismo inglés, entre otros. Las notas de exégesis bíblica e interpretación biológica que incluyó en la obra a propósito del sentido último de la escritura y los mecanismos cerebrales que intervienen en la reproducción de la palabra escrita y en la repetición de la palabra hablada le valieron la bendición apostólica del papa Pío XII y la felicitación de Gregorio Marañón, al margen de los elogios que en general despertó la obra por presentar de forma sucinta y amena un asunto que a priori se presta a desarrollos más extensos y llenos de tecnicismos.
Tras el preámbulo que supuso este ensayo, el mismo año finalmente publicó el resultado de años de estudio y trabajo en su obra Taquideografía, presentada al igual que su antecesora Metataquigrafía como un curso completo autodidáctico, con un desarrollo pedagógico integral vertebrado por trece lecciones y más de setenta ejercicios repartidos a lo largo de tres bloques temáticos, precedidos de un prólogo a cargo de Filgueira Valverde y seguidos de glosarios de abreviaturas e índices de referencia.
A raíz de la expectación que generaron estas obras, en 1953 fue uno de los articulistas invitados a participar en el número conmemorativo del centenario de Faro de Vigo junto con otros escritores y personalidades destacadas del mundo de la cultura como Camilo José Cela, Eugenio d’Ors o Álvaro Cunqueiro, con un ensayo a doble página en el que presentaba un resumen concentrado de su Teoría de la escritura y abría la taquideografía del ámbito académico y profesional al interés general.

## Vida personal
Su padre, el industrial y político Manuel Lesteiro, fue Alcalde de Pontevedra y desempeñó una labor destacada como Concejal de Enseñanza, al haber sido pionero en la introducción de las escuelas públicas estatales y los comedores gratuitos en la ciudad. Su hermana, la hispanista y archivera Raquel Lesteiro, fue una de los tres primeros integrantes de la Sección Hispanoamericana del Centro de Estudios Históricos, y Directora del Archivo Histórico Provincial de Pontevedra.
Fue cuñado del historiador Ramón Iglesia, tío político del poeta Gregorio San Juan, y tío tercero del médico y político José María David Suárez Núñez, Rector de la Universidad de Santiago de Compostela y senador de la Legislatura Constituyente.

## Obra

### Lingüística
- Metataquigrafía (1945). Pontevedra: Dirección General de Propaganda.
- Taquigrafía elemental (1947). Pontevedra: C. Peón.
- Teoría de la escritura (1952). Pontevedra: C. Peón.
- Taquideografía. Curso completo autodidáctico (1952). Pontevedra: C. Peón.
- Prácticas de mecanografía al tacto (1959). Pontevedra: Antúnez.

### Artículos
- Perspeitivismo, esprito e língua (1931). Revista Nós, n.º 90.
- Paisaxe i-esprito (1935). Revista Nós, n.º 137-138.
- La atrayente historia del nacimiento y evolución de la escritura (1953). Faro de Vigo. Número especial conmemorativo del centenario (1853-1953).